# Wagon-poche

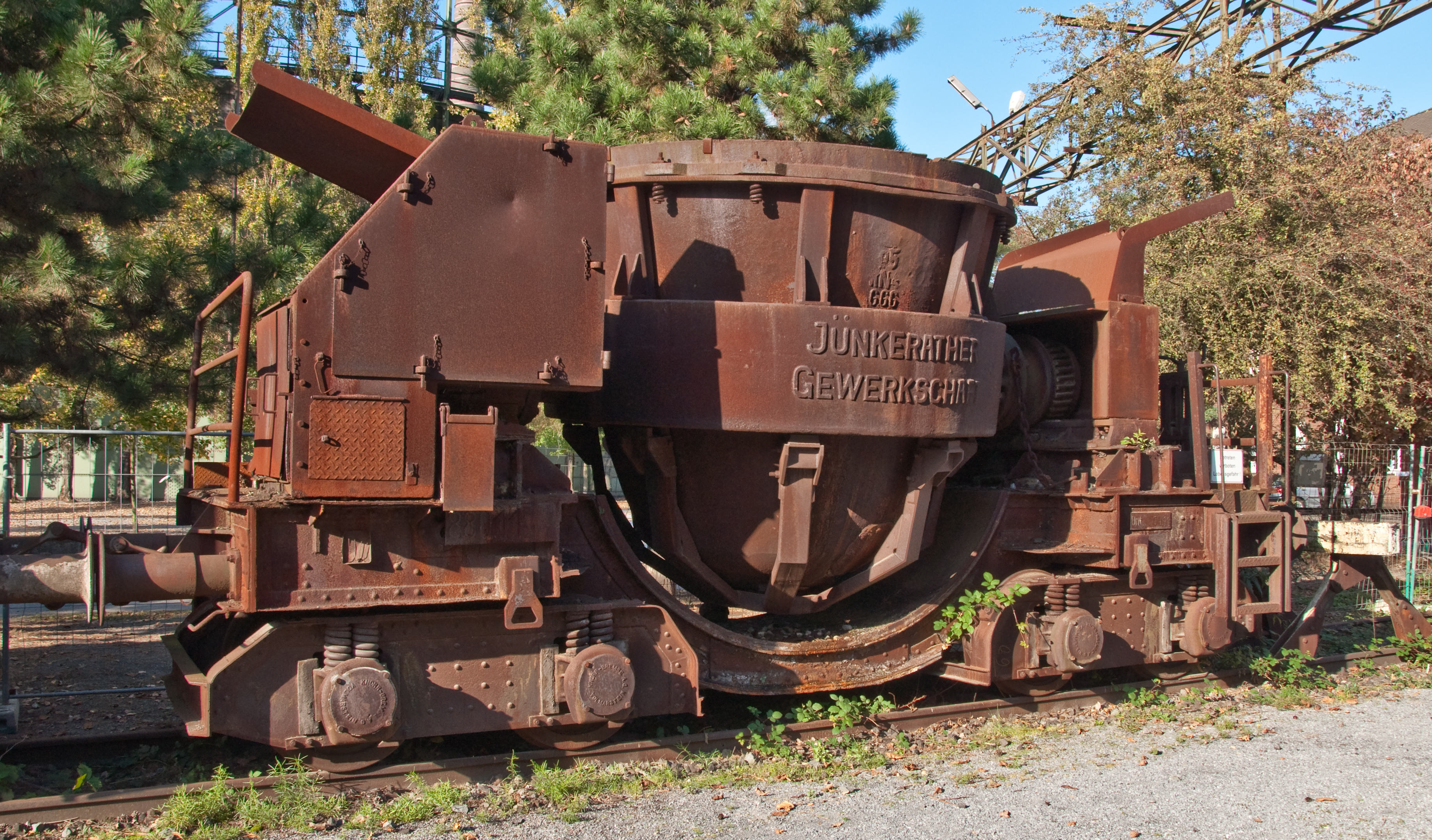
Wagon-poche utilisé dans la sidérurgie allemande.

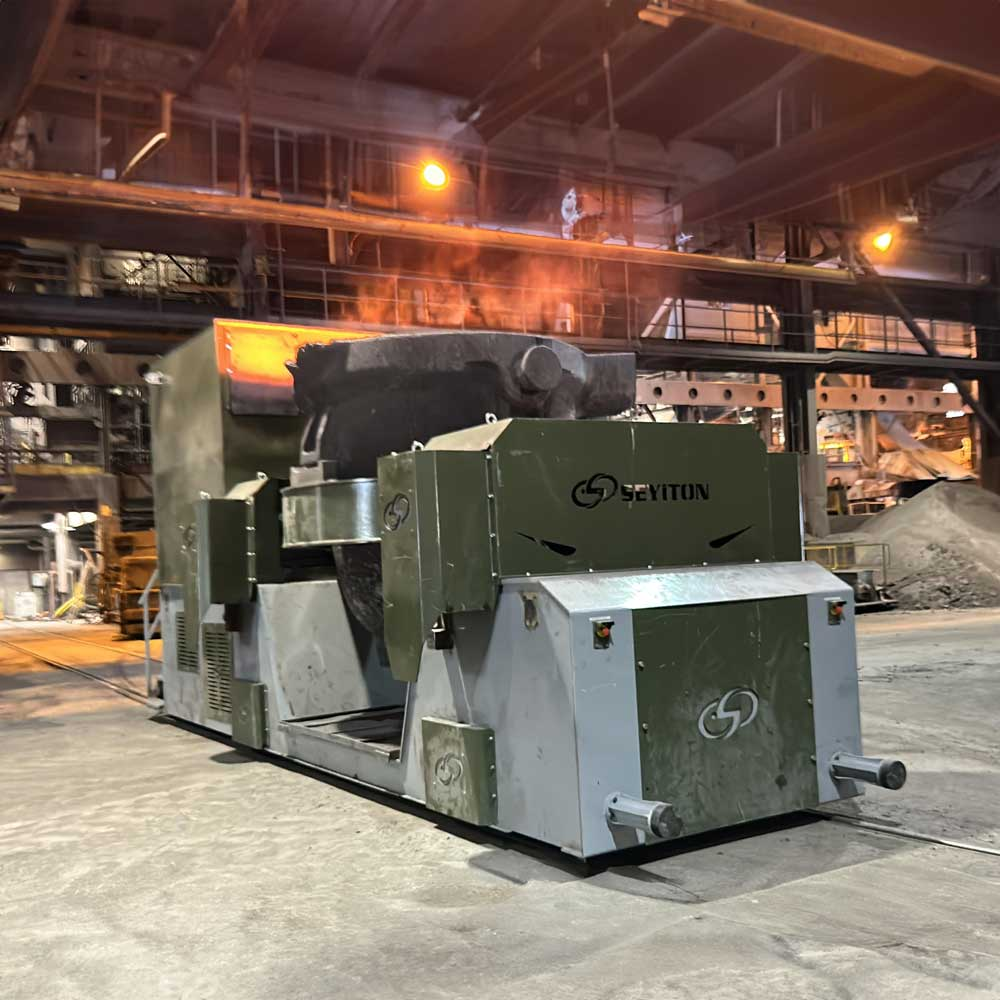
Chariot de transfert de poche dans une usine de moulage de métaux

Le wagon-poche est un type de wagon ferroviaire destiné au transport des métaux ou du laitier en fusion.
Un type particulier de wagon-poche de grande taille est le wagon-torpille ou wagon-poche-tonneau, destiné au transport de la fonte brute en fusion, entre les hauts fourneaux et les aciéries.